# Baştürk, Aydıncık
Baştürk là một thị trấn thuộc huyện Aydıncık, tỉnh Yozgat, Thổ Nhĩ Kỳ. Dân số thời điểm năm 2010 là 541 người.